# Lophostoma silvicola
Lophostoma silvicola is een zoogdier uit de familie van de bladneusvleermuizen van de Nieuwe Wereld (Phyllostomidae). De wetenschappelijke naam van de soort werd voor het eerst geldig gepubliceerd door Alcide d'Orbigny in 1836.